# Marian van de Wal
Marian van de Wal, née le 21 janvier 1970 à Vianen, près d'Utrecht, est une chanteuse néerlandaise résidant en Andorre. 

## Présentation
Avec la chanson en catalan La mirada interior, elle a représenté la principauté d'Andorre et se classe 23e lors de la demi-finale, échouant à se qualifier pour la finale du Concours Eurovision de la chanson 2005 qui a lieu à Kiev en Ukraine. Elle avait été sélectionnée au travers du programme Eurocàsting d'Andorra Televisió, émission présentée par Meri Picart et Josep Lluís Trabal.